# Reiterfelsbild von Tegneby
Das Reiterfelsbild von Tegneby, einem der eng benachbarten Felsritzungsplätze in der Region Tanum im Bohuslän in Schweden, ist eine der seltenen Darstellungen von Reitern aus der Bronzezeit, die 1700 v. Chr. begann und 500 v. Chr. endete. Es erfährt durch die jeweiligen Bearbeiter (z. B. Almgren, Capelle, H. Fischer) ganz unterschiedliche Interpretationen.

## Beschreibung und Deutung
Zwei Gruppen bestehend aus vier Reitern und einer menschlichen Gestalt stehen sich gegenüber, dazu kommt ein einzelnes Pferd. Nur zwei der Reiter jeder Gruppe und eine der menschlichen Gestalten tragen einen Speer. Keine der Gestalten trägt eine Axt, die ansonsten zu den auf ähnlichen Abbildungen bevorzugt dargestellten Attributen gehört. Zwei Reiter jeder Gruppe und eine menschliche Gestalt halten ein viereckiges Utensil hoch, das einem „kurzstieligen Spaten“ ähnlich sieht, dessen Deutung jedoch umstritten ist.
Ein in Schleswig-Holstein gefundener, den Ritzungen entsprechender hölzerner „Spaten“ wurde allerdings der mesolithischen Stufe von Oldesloe zugerechnet. Neben Kampfszenen werden in der Darstellung auch Reiterspiele erkannt (z. B. das Ringreiten oder Ringstechen). Spatenartige Felsritzungen, die H. Glöckner unter Beilformen behandelt, kommen auch auf den Felsritzungen in der Val Camonica vor. Sie werden von italienischen Archäologen als „Paletta“ (Schaufel) bezeichnet, was dem Umriss der Darstellung entspricht. Im Parco nazionale delle incisioni rupestri di Naquane geht von solch einer Spatendarstellung eine mäandrierende Linie aus, die Glöckner als Blitz bezeichnet. Zugleich gibt es hier Paletten, deren Umriss sich zur Andeutung einer Gestalt auflöst.
Auf dem Felsbild werden die Attribute von den Reitern an einem Stiel hochgehalten, was ihre ebenfalls erfolgte Einordnung als Schild eher ausschließt. In Hazor fand Jigael Jadin einen silberüberzogenen Bronzespaten, der mit einer Schlange, einer Mondsichel und einer Göttin verziert war. Das Spatenrätsel auf den Felsbildern könnte sich durch den Vergleichsfund zur allerdings unspezifizierten Kultstandarte auflösen. Auf dem Runenstein von Sanda II trägt eine der Figuren ebenfalls eine Art Spaten. Spatenförmige Idole aus der kykladischen Keros-Syros-Phase sind u. a. vom Grabfund von Marathon bekannt.
In Tegneby wird das Pferd auch als Zugtier vor dem Pflug dargestellt.